# Leichtathletik-Europameisterschaften 1950/110 m Hürden der Männer

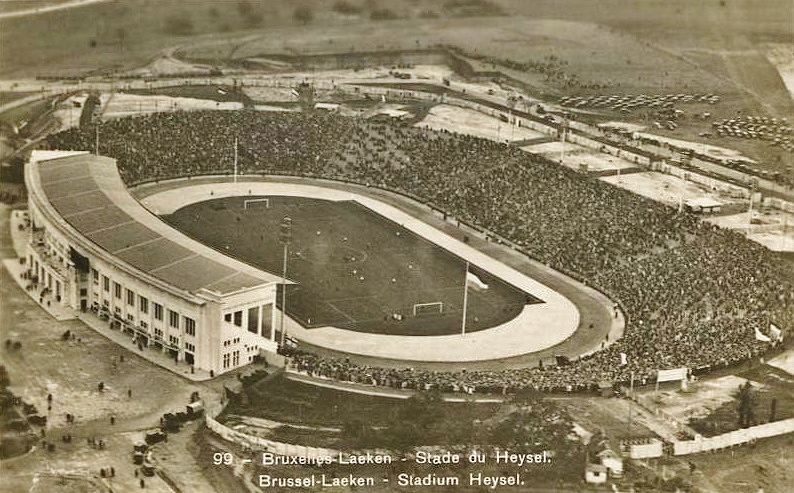
Das Brüsseler Heysel-Stadion in einer Luftaufnahme von 1935

Der 110-Meter-Hürdenlauf der Männer bei den Leichtathletik-Europameisterschaften 1950 wurde am 23. und 24. August 1950 im Heysel-Stadion der belgischen Hauptstadt Brüssel ausgetragen.
Es siegte der Franzose André-Jacques Marie. Vizeeuropameister wurde der Schwede Ragnar Lundberg. Der Brite Peter Hildreth gewann die Bronzemedaille.

## Bestehende Rekorde
| Weltrekord           | 13,5 s | Dick Attlesey | Helsinki, Finnland   | 10. Juli 1950      |
| Europarekord         | 14,0 s | Håkan Lidman  | Mailand, Italien     | 22. September 1940 |
| Meisterschaftsrekord | 14,3 s | Don Finlay    | EM Paris, Frankreich | 4. September 1938  |

Der bestehende EM-Rekord wurde bei diesen Europameisterschaften nicht erreicht. Der französische Europameister André-Jacques Marie erzielte die schnellste Zeit von 14,6 Sekunden, mit der er den Rekord um drei Zehntelsekunden verfehlte, zweimal:
- zweiter Vorlauf am 23. August bei einem Rückenwind von 0,6 m/s
- Finale am 23. August bei Windstille

Zum Europarekord fehlten dem Europameister sechs Zehntelsekunden, zum Weltrekord 1,1 Sekunden.

## Vorrunde
23. August 1950, 17.20 Uhr
Die Vorrunde wurde in drei Läufen durchgeführt. Die ersten beiden Athleten pro Lauf – hellblau unterlegt – qualifizierten sich für das Finale.

### Vorlauf 1
Wind: +0,9 m/s
| Platz | Name                | Nation         | Zeit (s) |
| ----- | ------------------- | -------------- | -------- |
| 1     | Jewgeni Bulantschik | Sowjetunion    | 14,8     |
| 2     | Peter Hildreth      | Großbritannien | 15,0     |
| 3     | Franz Fritz         | Österreich     | 15,2     |
| 4     | Olivier Bernard     | Schweiz        | 15,2     |
| 5     | Arnaldo Balestra    | Italien        | 15,4     |

### Vorlauf 2
Wind: +0,6 m/s
| Platz | Name                | Nation     | Zeit (s) |
| ----- | ------------------- | ---------- | -------- |
| 1     | André-Jacques Marie | Frankreich | 14,6     |
| 2     | Ragnar Lundberg     | Schweden   | 14,8     |
| 3     | Pol Braekman        | Belgien    | 14,9     |
| 4     | Mustafa Batman      | Türkei     | 15,5     |

### Vorlauf 3

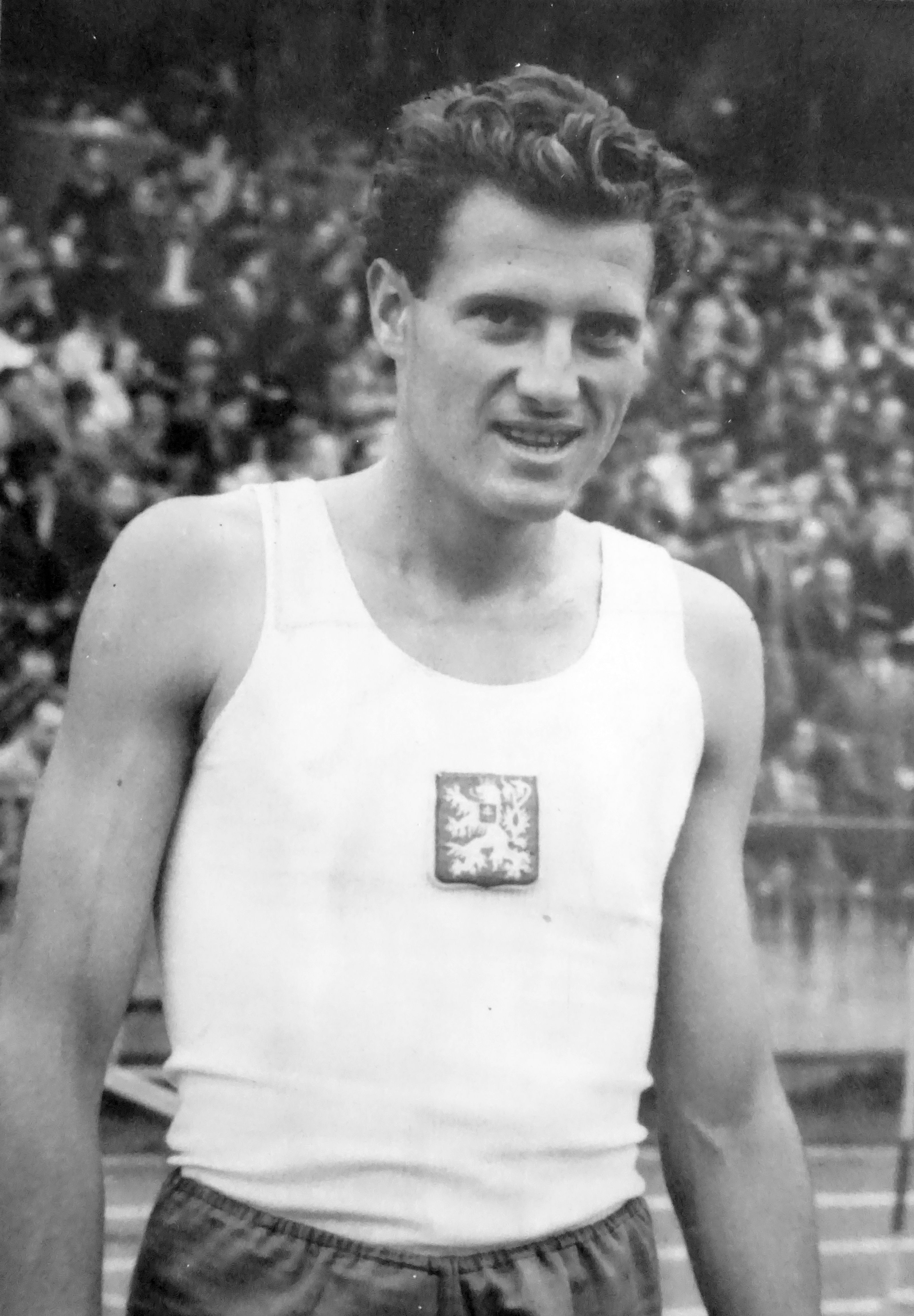
Milan Tošnars dritter Platz im dritten Vorlauf reichte nicht für die Finalteilnahme

Wind: +1,1 m/s
| Platz | Name                | Nation           | Zeit (s) |
| ----- | ------------------- | ---------------- | -------- |
| 1     | Albano Albanese     | Italien          | 15,1     |
| 2     | Gilbert Omnès       | Frankreich       | 15,2     |
| 3     | Milan Tošnar        | Tschechoslowakei | 15,2     |
| 4     | Gösta Mattson       | Schweden         | 15,2     |
| 5     | Ray Barkway         | Großbritannien   | 15,2     |
| 6     | Pierre Van de Sijpe | Belgien          | 15,5     |

## Finale

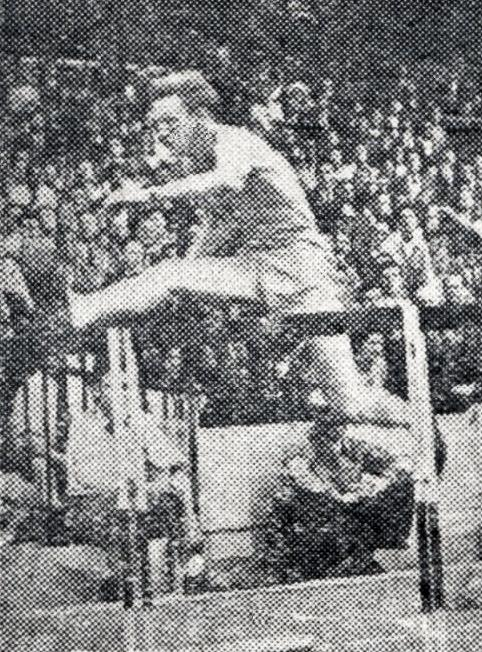
Europameister André-Jacques Marie
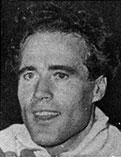
Ragnar Lundberg – Vizeeuropameister über 110 Meter Hürden, Europameister im Stabhochsprung

24. August 1950, 18.15 Uhr
Wind: ±0,0 m/s
| Platz | Name                | Nation         | Zeit (s) |
| ----- | ------------------- | -------------- | -------- |
| 1     | André-Jacques Marie | Frankreich     | 14,6     |
| 2     | Ragnar Lundberg     | Schweden       | 14,7     |
| 3     | Peter Hildreth      | Großbritannien | 15,0     |
| 4     | Albano Albanese     | Italien        | 15,1     |
| 5     | Gilbert Omnès       | Frankreich     | 15,2     |
| 6     | Jewgeni Bulantschik | Sowjetunion    | 15,2     |